# Domani mi sposo
Domani mi sposo è un film italiano del 1984 diretto da Francesco Massaro.

## Trama
Mantova. A ventiquattro ore dal suo matrimonio, ad Arturo tornano improvvisamente in mente i dolci ricordi di un amore passato con Simona. Dopo aver trascorso la mattina insieme, Simona gli confida che il suo matrimonio è in crisi e che vorrebbe fuggire con lui. Arturo, che non riesce a dire che il giorno dopo si sposerà, la persuade a tornare dal marito. Poco dopo Susy, la promessa sposa, invita Simona al matrimonio che, scoprendo tutto, le confessa di aver avuto un rapporto con Arturo. Susy disperata e offesa non si vuole sposare più. A peggiorare la situazione arriva un'altra ragazza, regalo dei suoi amici per la festa di addio al celibato. Anche tra lei e Arturo, però, nascono sentimenti di affetto. Dopo alterne vicende, quando tutto sembra compromesso, Arturo e Susy tengono fede alla loro promessa e si scambiano le fedi nuziali alla presenza delle due amiche dello sposo.

## Accoglienza
Il film ebbe un incasso di circa 660.000.000 di lire.

## Incongruenze
Nel secondo flashback della pellicola si fa riferimento ad un'ipotetica gara di spareggio per la retrocessione tra il Mantova e il Campobasso avvenuta nella stagione 1980-81 di Serie C; nella realtà tale gara non poteva avvenire (anche se Mantova e Campobasso in quell'annata militavano entrambe nella terza serie calcistica e in gironi diversi) in quanto il regolamento dell'epoca prevedeva, in caso di arrivo a pari punti, la gara di spareggio soltanto per la promozione in Serie B. Per la retrocessione contava la differenza reti.